# 岩城隆彰
岩城 隆彰（いわき たかあき）は、出羽国亀田藩第13代（最後）の藩主。維新後は亀田藩知事。

## 生涯
文久3年（1863年）10月8日、近江国宮川藩主・堀田正誠の三男として生まれる。明治元年（1868年）12月7日、戊辰戦争で新政府軍と交戦したため隠居を命じられていた第12代藩主・岩城隆邦には当時子はおらず、他家に養子を求めざるを得なかった。隆邦の実弟・堀田正養は、堀田正誠の婿養子となり宮川藩主となっていたが、正誠没後にその実子である隆彰が生まれた。そうした縁から、隆彰が堀田家から岩城家に養子入りした。
明治2年（1869年）3月13日、隆彰は隆邦の隠居により家督を継いだ。6月22日、亀田藩知事に任命されて、7月5日に領地に赴任する許可を得る。8月5日には、従五位に叙任された。明治4年（1871年）7月、廃藩置県により知藩事を免官された。同年9月24日、明治天皇に拝謁した。
明治12年（1879年）10月15日、死去。享年17。正室・子女ともになく、岩城家の家督は養父・隆邦の長男の隆治が相続した。

## 系譜
父母
- 堀田正誠（実父）
- 岩城隆邦（養父）

養子
- 岩城隆治 - 岩城隆邦の長男

## 栄典
- 1873年（明治6年）12月8日 - 木盃一個[1]